# Fred Friday
Imoh Fred Friday (Port Harcourt, 22 maggio 1995) è un calciatore nigeriano, attaccante dell'Hải Phòng.

## Carriera
Proveniente dai nigeriani del Bujoc, nell'estate 2013 Friday si è aggregato ai norvegesi del Lillestrøm per sostenere un provino. Il 6 agosto, il Lillestrøm ha reso noto d'aver ingaggiato il calciatore, che si è legato al club con un contratto valido fino al 31 dicembre 2016. Friday ha scelto la maglia numero 23. Ha esordito in Eliteserien il 21 settembre successivo, subentrando a Thomas Piermayr nella sconfitta interna per 1-2 contro l'Hønefoss. Ha totalizzato 3 presenze in campionato nel corso di quella stagione.
Il 1º agosto 2014 ha realizzato la prima rete nella massima divisione norvegese, nella vittoria interna per 4-3 sul Brann. Il 2 novembre ha siglato la prima doppietta, nel 4-0 inflitto al Bodø/Glimt. Nello stesso anno, essendo ancora eleggibile per la manifestazione, ha disputato la finale del Norgesmesterskapet G19, competizione nazionale riservata ai calciatori Under-19: Friday è andato in rete nel corso di quella partita, che i pari età del Brann si sono però aggiudicati per 3-2. Ha chiuso la stagione 2014 con 19 presenze e 3 reti tra tutte le competizioni.
Il 30 aprile 2015 ha segnato una tripletta ai danni del Mjøndalen, con la quale ha contribuito al successo esterno del suo Lillestrøm per 1-4. L'11 luglio dello stesso anno, Friday ha rinnovato il contratto che lo legava al club per un'ulteriore stagione, ossia fino al 31 dicembre 2017. Ha terminato il campionato 2015 con 11 reti in 26 presenze, come miglior marcatore stagionale del Lillestrøm.
All'inizio dell'Eliteserien 2016, Friday è andato consecutivamente in rete dalla 3ª alla 9ª giornata di campionato, portandosi momentaneamente in cima alla classifica dei marcatori con 8 reti in 9 partite. È rimasto in squadra fino al mese di luglio dello stesso anno, quando si è congedato dal Lillestrøm con 22 reti in 65 partite, tra campionato e coppa nazionale. Il 24 ottobre 2016, nonostante avesse già lasciato il Lillestrøm, ha ricevuto la candidatura come miglior attaccante del campionato al premio Kniksen.
Il 15 luglio 2016, il Lillestrøm e gli olandesi dell'AZ Alkmaar hanno confermato d'aver raggiunto un accordo per il trasferimento di Friday. Il nigeriano ha firmato un contratto quadriennale con il nuovo club ed ha scelto di vestire il numero 27. Friday ha esordito con questa maglia in data 27 luglio, subentrando a Wout Weghorst nella vittoria interna per 1-0 sul PAS Giannina, valida per il terzo turno di qualificazione all'Europa League 2016-2017. Il 7 agosto ha invece debuttato in Eredivisie, sostituendo ancora Weghorst nel pareggio per 2-2 contro l'Heerenveen. Il 18 agosto è arrivata la prima rete in squadra, nella vittoria per 0-3 sul campo del Vojvodina, nell'andata degli spareggi che avrebbero determinato l'accesso alla fase finale dell'Europa League.
Il 9 gennaio 2018, Friday è passato allo Sparta Rotterdam con la formula del prestito.
Dopo un altro prestito al Twente, è tornato all'AZ ma nel gennaio 2020 ha rescisso il contratto.
Il 29 gennaio 2021 ha fatto ritorno in Norvegia, firmando un contratto biennale con lo Strømsgodset: ha scelto di vestire la maglia numero 9.
Il 1º febbraio 2023 è passato agli israeliani del Beitar Gerusalemme, firmando un contratto valido fino al termine della stagione, con opzione per la successiva.

## Statistiche

### Presenze e reti nei club
Statistiche aggiornate al 2 febbraio 2023.
| Stagione               | Club                   | Campionato             | Campionato | Campionato | Coppe nazionali | Coppe nazionali | Coppe nazionali | Coppe continentali | Coppe continentali | Coppe continentali | Supercoppe | Supercoppe | Supercoppe | Totale | Totale |
| Stagione               | Club                   | Comp                   | Pres       | Reti       | Comp            | Pres            | Reti            | Comp               | Pres               | Reti               | Comp       | Pres       | Reti       | Pres   | Reti   |
| ---------------------- | ---------------------- | ---------------------- | ---------- | ---------- | --------------- | --------------- | --------------- | ------------------ | ------------------ | ------------------ | ---------- | ---------- | ---------- | ------ | ------ |
| ago.-dic. 2013         | Lillestrøm             | ES                     | 3          | 0          | CN              | -               | -               | -                  | -                  | -                  | -          | -          | -          | 3      | 0      |
| 2014                   | Lillestrøm             | ES                     | 16         | 3          | CN              | 3               | 0               | -                  | -                  | -                  | -          | -          | -          | 19     | 3      |
| 2015                   | Lillestrøm             | ES                     | 26         | 11         | CN              | 3               | 0               | -                  | -                  | -                  | -          | -          | -          | 29     | 11     |
| gen.-lug. 2016         | Lillestrøm             | ES                     | 14         | 8          | CN              | 0               | 0               | -                  | -                  | -                  | -          | -          | -          | 14     | 8      |
| Totale Lillestrøm      | Totale Lillestrøm      | Totale Lillestrøm      | 59         | 22         |                 | 6               | 0               |                    | -                  | -                  |            | -          | -          | 65     | 22     |
| 2016-2017              | AZ Alkmaar             | ED                     | 23         | 5          | CO              | 3               | 1               | UEL                | 10                 | 1                  | -          | -          | -          | 36     | 7      |
| 2017-gen. 2018         | AZ Alkmaar             | ED                     | 5          | 2          | CO              | 0               | 0               | -                  | -                  | -                  | -          | -          | -          | 5      | 2      |
| 2016-2017              | Jong AZ Alkmaar        | 2D                     | 3          | 4          | -               | -               | -               | -                  | -                  | -                  | -          | -          | -          | 3      | 4      |
| 2017-gen. 2018         | Jong AZ Alkmaar        | 2D                     | 7          | 7          | -               | -               | -               | -                  | -                  | -                  | -          | -          | -          | 7      | 7      |
| Totale Jong AZ Alkmaar | Totale Jong AZ Alkmaar | Totale Jong AZ Alkmaar | 10         | 11         |                 | -               | -               |                    | -                  | -                  |            | -          | -          | 10     | 11     |
| gen.-giu. 2018         | Sparta Rotterdam       | ED                     | 14         | 4          | CO              | -               | -               | -                  | -                  | -                  | -          | -          | -          | 14     | 4      |
| ago. 2018              | AZ Alkmaar             | ED                     | 0          | 0          | CO              | 0               | 0               | -                  | -                  | -                  | -          | -          | -          | 0      | 0      |
| Totale AZ Alkmaar      | Totale AZ Alkmaar      | Totale AZ Alkmaar      | 28         | 7          |                 | 4               | 1               |                    | -                  | -                  |            | -          | -          | 32     | 8      |
| ago. 2018-gen. 2019    | Twente                 | 1D                     | 11         | 0          | CO              | -               | -               | -                  | -                  | -                  | -          | -          | -          | 11     | 0      |
| 2021                   | Strømsgodset           | ES                     | 30         | 7          | CN              | 3               | 0               | -                  | -                  | -                  | -          | -          | -          | 33     | 7      |
| 2022                   | Strømsgodset           | ES                     | 26         | 5          | CN              | 2               | 2               | -                  | -                  | -                  | -          | -          | -          | 28     | 7      |
| Totale Strømsgodset    | Totale Strømsgodset    | Totale Strømsgodset    | 56         | 12         |                 | 5               | 2               |                    | -                  | -                  |            | -          | -          | 61     | 14     |
| feb.-giu. 2023         | Beitar Gerusalemme     | LhA                    | 0          | 0          | CI              | 0               | 0               | -                  | -                  | -                  | -          | -          | -          | 0      | 0      |
| Totale                 | Totale                 | Totale                 | 178        | 56         |                 | 14              | 3               |                    | 10                 | 1                  |            | -          | -          | 202    | 60     |

## Palmarès

### Club

#### Competizioni nazionali
- Eerste Divisie: 1

Twente: 2018-2019
- Coppa d'Israele: 1

Beitar Gerusalemme: 2022-2023